# ديونيسيو ديستا أليخاندرو
ديونيسيو ديستا أليخاندرو (1893-1972م) أول مطران فليبيني للكنيسة الميثودية، تم انتخابه عام 1944م.
ولد في 19 فبراير من عام 1893 كيابو، مانيلا، الفلبين، أسلافه فلبينيًا مع مزيج طفيف من الصينين. تم تعميده في عام 1906م عن عمر يناهز ثلاثة عشر عامًا في سان إيسيدور، لوزون من قبل من قبل المطران ج.ميلر، وتلقى تعليمه في الولايات المتحدة والفلبين وأصبح عضوًا بالاتصال الكامل بالمؤتمر السنوي لجزر الفلبين في عام 1918م. تم تعيينه شماسًا من قبل المطران إيفيلاند وشيخًا من قبل الاساقفة ستونز و وج.روبنسون. كان أليخاندرو أول مندوب إلى المؤتمر المركزي لجنوب آسيا وقبل انتخابه لعضوية الاسقفية عمل مبشرًا ومعلمًا وراعيًا ومحررًا.
انتُخب أسقفًا أثناء الاحتلال الياباني للفلبين وهكذا لم يكرس حتى عام 1946م (أي بعد التحرير). خدم منطقة مانيلا الاسقفية في المؤتمر المركزي للكنيسة الميثودية بالفلبين وكان رئيس أساقفة الفلبين وشمال الفلبين المؤتمر السنوي.
كان ديونيسيو أليخاندرو أول رئيس لكلية ويسليان الفليبينية (الآن جامعة ويسليان الفلبين) من عام 1946 إلى عام 1947م.

## كتابات مختارة
- Mga Leksion sq Homiletica, 1919.
- A Brief History of the Philippines, in Tagalog, 1944. In English also.
- A Brief History of Methodism, with F.S. Galvez and D.W. Holton.
- Maikling Kasaysayan ng Philippines.
- Why Are We Protestants? 1945.
- Tr. The Baptism of the Holy Spirit, H.C. Morrison, and other pamphlets.
- "From Darkness to Light: A brief Chronicl of the Beginnings and Spread of Methodism in the Philippines," 1974.

## السير الذاتية
- Sketch by Attorney Juan Nabong, Journal, 1944 (also in the Methodist Bishops' Collection at جامعة ساوثرن ميثوديست).
- From Roman Catholicism to the Protestant Faith, Personal Statement, Voices from Many Lands, 1915. (a typed copy of which also in the Methodist Bishops' Collection at جامعة ساوثرن ميثوديست).